# James Castle (luchador)
Jamie Stacey (Londres, 11 de julio de 1988 – 15 de junio de 2024), más conocido por el nombre de ring James Castle, fue un luchador profesional. Principalmente se presentó en el Reino Unido, destacándose en International Pro Wrestling: United Kingdom (IPW:UK) y Revolution Pro Wrestling (RevPro). También luchó para la National Wrestling Alliance (NWA).

## Carrera en la lucha libre profesional
Castle hizo su debut en el ring en RevPro en 2013. Fue parte del grupo The Revolutionists. El 14 de junio de 2015, junto a Sha Samuels, ganó el Campeonato Británico en Parejas. Mantuvieron los títulos hasta el 12 de junio de 2016, en Angle vs. Sabre Jr. Castle y Samuels hicieron equipo hasta el 5 de marzo de 2017, en Live at the Cockpit 14, cuando perdieron contra Moustache Mountain, después de lo cual Castle traicionó a Samuels, terminando su asociación.
Durante su tiempo en la afiliación de International Pro Wrestling: United Kingdom, Castle capturó el Campeonato en Parejas de IPW:UK una vez como un trío de freebird con Pretty Deadly, conocidos como The Collective.

## Vida personal y muerte
Castle estaba casado con la también luchadora Zoe Lucas. Se vio obligado a retirarse de la competencia en el ring después de ser diagnosticado con leucemia mieloide aguda en 2019. Para enero de 2024, el diagnóstico de Castle se volvió terminal y murió cinco meses después, el 15 de junio de 2024, a la edad de 35 años.

### Campeonatos y logros

#### International Pro Wrestling: United Kingdom
- IPW:UK Tag Team Championship (1 vez) – con Pretty Deadly[10][11]

#### Revolution Pro Wrestling
- RPW Undisputed British Tag Team Championship (1 vez) – con Sha Samuels.[12]

#### The Wrestling League
- WL Heavyweight Championship (3 veces)